# Žitovlice
Žitovlice (en allemand : Schitowlitz) est une commune du district de Nymburk, dans la région de Bohême-Centrale, en République tchèque. Sa population s'élevait à 193 habitants en 2020.

## Géographie
Žitovlice se trouve à 2,5 km au sud-ouest de Rožďalovice, à 14 km au nord-est de Nymburk et à 56 km au nord-est de Prague.
La commune est limitée par Košík au nord, par Rožďalovice à l'est, et par Křinec au sud et à l'ouest.

## Histoire
La première mention écrite de la localité date de 1352.

## Administration
La commune se compose de deux quartiers :
- Pojedy
- Žitovlice

## Transports
Par la route, Žitovlice se trouve à 3 km de Rožďalovice, à 19 km de Nymburk et à 71 km de Prague.